# 希臘拜占庭禮天主教君士坦丁堡宗座代牧區
希臘拜占庭禮天主教君士坦丁堡宗座代牧區（拉丁語：Exarchatus Apostolicus Constantinopolitanus）是一個東儀天主教宗座代牧區，屬希臘拜占庭禮天主教會。是該教會兩個現存的聖統之一。
代牧區於1911年6月11日，2009年有教友25人、一個堂區。自1957年1月28日第二任宗座代牧去世後，代牧之位懸空至今，代之以宗座署理。目前宗座署理為路易·皮拉特。